# Eugène Van Roosbroeck
Eugène Van Roosbroeck (Noorderwijk, 13 de mayo de 1928 - Noorderwijk, 28 de marzo de 2018) fue un ciclista de ruta belga. Fue profesional entre 1949 y 1957.
Su principal éxito lo consiguió como ciclista amateur al ganar una medalla en los Juegos Olímpicos de Londres 1948, la de oro en la contrarreloj por equipos, junto a sus compañeros Léon Delathouwer y Lode Wouters y Liévin Lerno.

## Palmarés
1948
- Oro en la Contrarreloj por equipos en los Juegos Olímpicos de Londres de 1948 
  - Vencedor de una etapa en la Vuelta a Limburg amateur

1949
- - 1º en el Campeonato del Hainaut

1952
- - 1º en el Omloop der Vlaamse Gewesten

1954
- - 1º en el Haspengouwse Pijl

1955
- - 1º en el Amberes-Herselt